# Lũng Cú
Pour les articles homonymes, voir Cú.
Lũng Cú est une commune (xã) du Nord du Viêt Nam, sur le plateau de Đồng Văn. Elle se trouve à l’extrémité septentrionale du territoire vietnamien. Administrativement, ce secteur comprend 9 villages, dans le plateau Đồng Văn, arrondissement de Đồng Văn, province de Hà Giang. L'altitude de la zone est comprise entre 1 600 et 1 800 m. Les habitants sont principalement Hmong, Pu Péo, Tày, Lô Lô. L'agriculture y est caractérisée par la culture en terrasses.